# Yalavanc
Yalavanc è un comune dell'Azerbaigian situato nel distretto di Quba. Conta una popolazione di 245 abitanti.